# Hệ tiêu hóa người
Hệ tiêu hóa ở người bao gồm đường tiêu hóa cộng với cơ quan phụ trợ tiêu hóa (lưỡi, tuyến nước bọt, tụy, gan và túi mật). Trong hệ thống này, quá trình tiêu hóa có nhiều giai đoạn, là hệ đầu tiên bắt đầu ở miệng (khoang miệng). Tiêu hóa liên quan đến sự phân hủy thức ăn thành các thành phần nhỏ hơn mà có thể hấp thụ và đồng hóa vào cơ thể. Tiết nước bọt giúp thức ăn có thể nuốt được để vượt qua thực quản và tiến vào dạ dày.
Thức ăn được vào đường tiêu hóa và trải qua sự tiêu hoá, là quá trình phân hủy những phân tử lớn thức ăn thành những phân tử nhỏ hơn. Tuy nhiên những phân tử dinh dưỡng nhỏ phải rời khỏi hệ tiêu hóa và đi vào cơ thể ngay trước khi chúng có thể được sử dụng. Điều này được hoàn thành bằng quá trình thứ hai được gọi là sự hấp thu, khi các phân tử thức ăn đi qua các màng huyết tương của ruột non vào máu.
Quá trình tiêu hóa xảy ra trong đường tiêu hóa hoặc ống tiêu hoá, trải dài từ miệng đến hậu môn.
Hệ tiêu hóa được chia thành từng phần, với mỗi phần thích nghi với từng chức năng riêng. Ống tiêu hóa: miệng, hầu, thực quản, dạ dày, ruột non, ruột già, trực tràng, ống hậu môn và hậu môn. Những cấu trúc phối hợp: răng, môi, má, lưỡi, tuyến nước bọt, tuỵ, gan và túi mật.
Những phần của đường tiêu hóa có các chức năng chuyên biệt, nhưng tất cả đều được tạo bằng cùng những lớp mô cơ bản giống nhau. Thành của ống từ trong ra ngoài: niêm mạc, dưới niêm mạc, lớp cơ và lớp thanh mạc.